# Pavlína Louženská
Pavlína Louženská (* 1. července 1984) je česká marketingová manažerka.
Vystudovala anglistiku na Filozofické fakultě Masarykovy univerzity. Poté sedm let pracovala jako učitelka angličtiny. Následně pracovala jako marketingová ředitelka společnosti H1.cz. Tuto pozici opustila v dubnu 2015. Další dva roky byla marketingovou ředitelkou Zootu. Po odchodu ze Zootu v roce 2017 se stala stratéžkou digitální agentury 2Fresh. Založila iniciativu #holkyzmarketingu, jenž pravidelně pořádá workshopy a setkání. Je členkou správní rady Transparency International.
V roce 2019 vede svůj blog